# Platanthera stenophylla
Platanthera stenophylla är en orkidéart som beskrevs av Tang och Fa Tsuan Wang. Platanthera stenophylla ingår i släktet nattvioler, och familjen orkidéer. Inga underarter finns listade i Catalogue of Life.